# 日向市
日向市（ひゅうがし）は、宮崎県の北東部に位置する市。県北エリアに属する。

## 地理

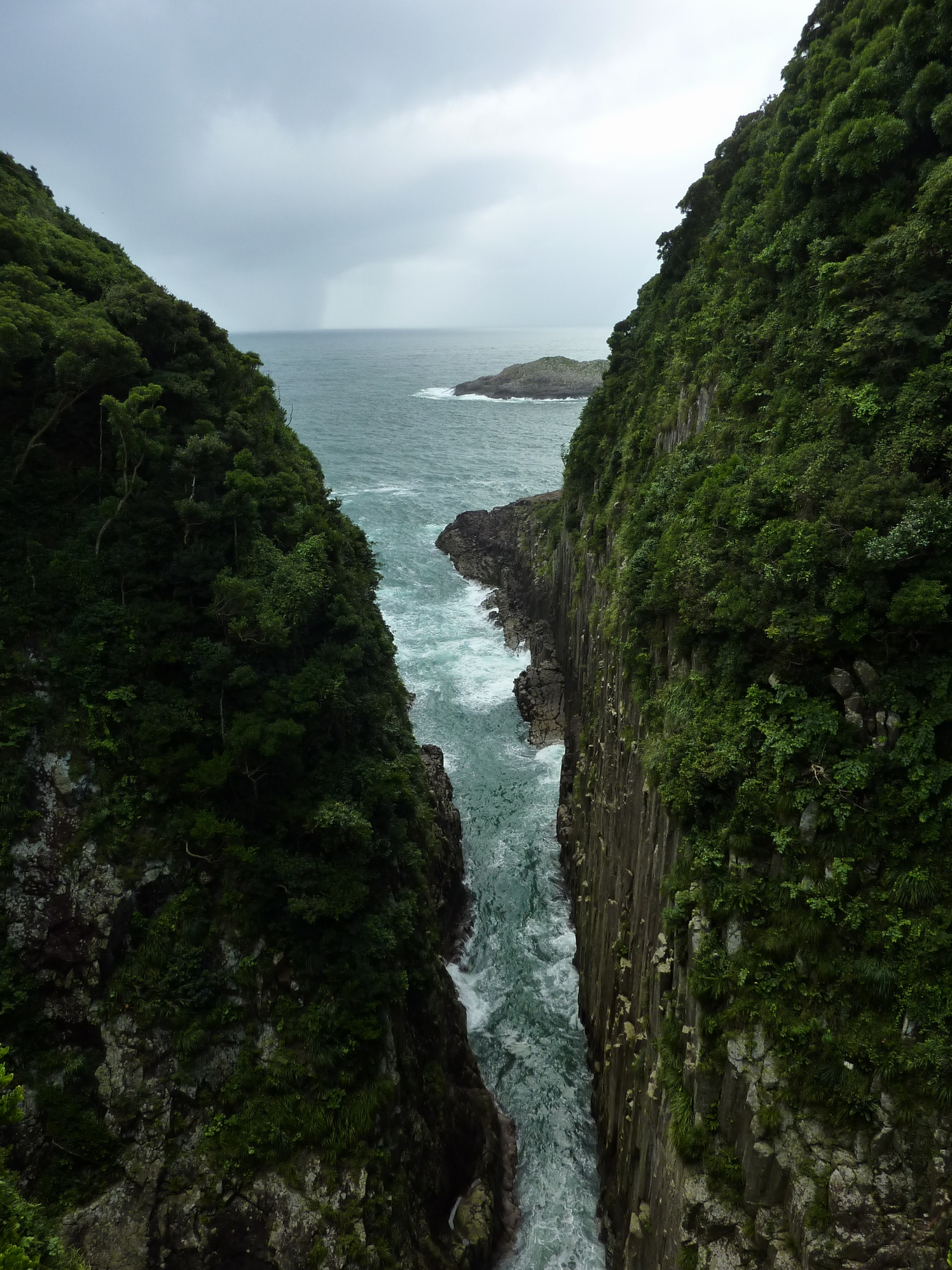
馬ヶ背

日向市中心部周辺の空中写真。
2018年4月28日撮影の36枚を合成作成。。

日向灘に面し、細島港という天然の良港に恵まれ、古くから県のゲートウェイとしての役割を担ってきた。県内有数の工業地帯としても知られる。
- 山: 米の山、尾鈴山
- 河川:小丸川、耳川、塩見川、石並川
- 湖沼:
- 海域: 日向灘 - 今後発生が予見されている南海トラフ巨大地震の際には、市内の海岸に最大10mの津波が到達することが予想されている[3]。

### 気候
温暖で降水量が多い一方で、日照時間は全国トップクラスである。また、宮崎県の他の市と同様に台風の影響を受けやすく、しばしば大きな被害を受ける。
| 日向（1991年 - 2020年）の気候      | 日向（1991年 - 2020年）の気候 | 日向（1991年 - 2020年）の気候 | 日向（1991年 - 2020年）の気候 | 日向（1991年 - 2020年）の気候 | 日向（1991年 - 2020年）の気候 | 日向（1991年 - 2020年）の気候 | 日向（1991年 - 2020年）の気候 | 日向（1991年 - 2020年）の気候 | 日向（1991年 - 2020年）の気候 | 日向（1991年 - 2020年）の気候 | 日向（1991年 - 2020年）の気候 | 日向（1991年 - 2020年）の気候 | 日向（1991年 - 2020年）の気候 |
| 月                                 | 1月                           | 2月                           | 3月                           | 4月                           | 5月                           | 6月                           | 7月                           | 8月                           | 9月                           | 10月                          | 11月                          | 12月                          | 年                            |
| ---------------------------------- | ----------------------------- | ----------------------------- | ----------------------------- | ----------------------------- | ----------------------------- | ----------------------------- | ----------------------------- | ----------------------------- | ----------------------------- | ----------------------------- | ----------------------------- | ----------------------------- | ----------------------------- |
| 最高気温記録 °C （°F）             | 23.4 (74.1)                   | 25.2 (77.4)                   | 29.3 (84.7)                   | 30.1 (86.2)                   | 32.9 (91.2)                   | 35.9 (96.6)                   | 38.5 (101.3)                  | 38.9 (102)                    | 35.7 (96.3)                   | 33.4 (92.1)                   | 29.6 (85.3)                   | 26.5 (79.7)                   | 38.9 (102)                    |
| 平均最高気温 °C （°F）             | 13.0 (55.4)                   | 14.0 (57.2)                   | 17.0 (62.6)                   | 21.4 (70.5)                   | 24.8 (76.6)                   | 26.7 (80.1)                   | 30.9 (87.6)                   | 31.8 (89.2)                   | 29.1 (84.4)                   | 24.8 (76.6)                   | 19.9 (67.8)                   | 14.8 (58.6)                   | 22.4 (72.3)                   |
| 日平均気温 °C （°F）               | 6.8 (44.2)                    | 7.9 (46.2)                    | 11.1 (52)                     | 15.6 (60.1)                   | 19.6 (67.3)                   | 22.5 (72.5)                   | 26.3 (79.3)                   | 27.0 (80.6)                   | 24.2 (75.6)                   | 19.2 (66.6)                   | 13.9 (57)                     | 8.7 (47.7)                    | 16.9 (62.4)                   |
| 平均最低気温 °C （°F）             | 1.8 (35.2)                    | 2.7 (36.9)                    | 5.8 (42.4)                    | 10.5 (50.9)                   | 15.1 (59.2)                   | 19.2 (66.6)                   | 22.9 (73.2)                   | 23.7 (74.7)                   | 20.7 (69.3)                   | 15.0 (59)                     | 9.4 (48.9)                    | 3.8 (38.8)                    | 12.6 (54.7)                   |
| 最低気温記録 °C （°F）             | −6.0 (21.2)                   | −7.1 (19.2)                   | −3.3 (26.1)                   | 0.5 (32.9)                    | 6.5 (43.7)                    | 10.8 (51.4)                   | 15.4 (59.7)                   | 16.0 (60.8)                   | 9.4 (48.9)                    | 4.2 (39.6)                    | −0.9 (30.4)                   | −5.5 (22.1)                   | −7.1 (19.2)                   |
| 降水量 mm （inch）                 | 68.0 (2.677)                  | 96.1 (3.783)                  | 156.9 (6.177)                 | 205.3 (8.083)                 | 270.0 (10.63)                 | 474.3 (18.673)                | 281.5 (11.083)                | 272.7 (10.736)                | 391.7 (15.421)                | 226.7 (8.925)                 | 114.0 (4.488)                 | 74.4 (2.929)                  | 2,633.3 (103.673)             |
| 平均降水日数 （≥1.0 mm）           | 5.5                           | 7.2                           | 9.9                           | 10.0                          | 10.8                          | 15.5                          | 11.7                          | 12.6                          | 12.6                          | 8.5                           | 7.2                           | 5.3                           | 116.4                         |
| 平均月間日照時間                   | 196.8                         | 181.1                         | 186.5                         | 193.8                         | 183.9                         | 121.7                         | 193.8                         | 203.2                         | 159.0                         | 177.9                         | 173.1                         | 188.2                         | 2,162.4                       |
| 出典1：Japan Meteorological Agency |                               |                               |                               |                               |                               |                               |                               |                               |                               |                               |                               |                               |                               |
| 出典2：気象庁                      |                               |                               |                               |                               |                               |                               |                               |                               |                               |                               |                               |                               |                               |

### 隣接している自治体
- 宮崎県
  - 東臼杵郡：門川町、美郷町
  - 児湯郡：都農町、木城町

### 人口
| |                                        |  |
| 日向市と全国の年齢別人口分布（2005年） | 日向市の年齢・男女別人口分布（2005年） |  |
| ■紫色 ― 日向市 ■緑色 ― 日本全国 | ■青色 ― 男性 ■赤色 ― 女性              |  |
| 日向市（に相当する地域）の人口の推移 \| 1970年（昭和45年） \| 54,535人 \| \| \| 1975年（昭和50年） \| 60,252人 \| \| \| 1980年（昭和55年） \| 64,948人 \| \| \| 1985年（昭和60年） \| 65,547人 \| \| \| 1990年（平成2年） \| 64,431人 \| \| \| 1995年（平成7年） \| 64,341人 \| \| \| 2000年（平成12年） \| 64,186人 \| \| \| 2005年（平成17年） \| 63,555人 \| \| \| 2010年（平成22年） \| 63,223人 \| \| \| 2015年（平成27年） \| 61,761人 \| \| \| 2020年（令和2年） \| 59,629人 \| \| |                                        |  |
| 総務省統計局 国勢調査より |                                        |  |
| 1970年（昭和45年） | 54,535人                               |  |
| 1975年（昭和50年） | 60,252人                               |  |
| 1980年（昭和55年） | 64,948人                               |  |
| 1985年（昭和60年） | 65,547人                               |  |
| 1990年（平成2年） | 64,431人                               |  |
| 1995年（平成7年） | 64,341人                               |  |
| 2000年（平成12年） | 64,186人                               |  |
| 2005年（平成17年） | 63,555人                               |  |
| 2010年（平成22年） | 63,223人                               |  |
| 2015年（平成27年） | 61,761人                               |  |
| 2020年（令和2年） | 59,629人                               |  |

## 地域

### 地域別面積・人口
2019年4月1日現在。住民基本台帳より。
| 地域   | 面積（km2） | 人口（人） | 世帯数（世帯） |
| ------ | ----------- | ---------- | -------------- |
| 新町   | 0.57        | 1,311      | 705            |
| 富高   | 18.97       | 6,570      | 3,075          |
| 塩見   | 24.49       | 3,028      | 1,459          |
| 財光寺 | 5.52        | 14,506     | 6,773          |
| 日知屋 | 21.03       | 24,056     | 11,078         |
| 細島   | 1.96        | 2,034      | 1,009          |
| 平岩   | 23.63       | 3,239      | 1,498          |
| 幸脇   | 5.28        | 559        | 294            |
| 美々津 | 16.11       | 2,163      | 1,070          |
| 東郷町 | 218.73      | 3,846      | 1,908          |

※地籍調査の進捗率は36%
。（令和元年10月末時点）

## 地名
日向市発足時の大字を以下に記す。
- 細島(旧細島町→富島町)
- 富高(旧富高町→富島町)
- 塩見(旧富高町→富島町)
- 日知屋(旧富高町→富島町)
- 財光寺(旧富高町→富島町)
- 幸脇(旧岩脇村)
- 平岩(旧岩脇村)

また、1955年に美々津町を編入した。
- 美々津町(元は美々津で全町1大字だった)

市制施行直後ごろから町名設置が順次行われ、現在までに以下の町が発足している。
- 財光寺往還町(財光寺より。1951年頃)
- 財光寺沖町(財光寺より。1951年頃)
- 日知屋古田町(日知屋より。1950年代前半頃)
- 上町(富高より。1953年)
- 竹島町(日知屋より。1962年)
- 船場町(日知屋より。1962年)
- 鶴町1丁目～3丁目(日知屋より。1964年)
- 原町1丁目～4丁目(日知屋より。1964年)
- 北町(富高より。1965年)
- 中町(富高より。1965年)
- 本町(富高より。1965年)
- 南町(富高より。1965年)
- 都町(富高より。1965年)
- 春原町1丁目～2丁目
- 向江町1丁目～2丁目(日知屋より。1973年)
- 江良町1丁目～4丁目(日知屋より。1975年)
- 新生町1丁目～2丁目(日知屋より。1975年)
- 高砂町(日知屋より。1975年)
- 永江町1丁目～3丁目(日知屋より。1975年)
- 大王町1丁目～2丁目(日知屋より。1975年)
- 山下町1丁目(財光寺より。1979年)
- 伊勢ヶ浜(日知屋より。1981年)
- 曽根町1丁目～4丁目(日知屋より。1981年)
- 中堀町1丁目～3丁目(日知屋より。1981年)
- 浜町1丁目～3丁目(日知屋より。1981年)
- 平野町1丁目～2丁目(日知屋より。1981年)
- 山手町(日知屋より。1981年)
- 梶木町1丁目～2丁目(日知屋より。年不詳)
- 亀崎1丁目～4丁目(日知屋より。年不詳)
- 亀崎西1丁目～2丁目(日知屋より。年不詳)
- 亀崎東1丁目～4丁目(日知屋より。年不詳)
- 比良町1丁目～5丁目(財光寺・塩見より。1992年)
- 北町1丁目～3丁目(富高より。2001年)
- 迎洋園1丁目～2丁目(富高より。2001年)
  - 大正6年に、現在の福岡県久留米市田主丸町から移住し、後に宮崎県議になった綾部市太が苗木販売をしていた敷地に昭和になってツツジを植え、「迎洋園」と言うツツジ園を開園したのがそもそもの地名の由来。後に宅地化されて「迎洋園団地」となり、今に至っている。
- 不動寺(富高より。2001年)
  - 富高字不動寺の一部

2006年に東郷町を編入し、以下の大字が、「東郷町」を冠した形で継承された。
- 東郷町下三ヶ
- 東郷町坪谷
- 東郷町八重原迫野内(2016年、以下の2つに分割)
  - 東郷町八重原
  - 東郷町迫野内
- 東郷町山陰(甲～辛)

## 歴史

### 前史
- 1578年（天正6年)11月12日 - 耳川の戦い。
- 1587年（天正15年） - 足利将軍和陸使が豊後水道南下の際に細島に寄港。（正史最初の記録）。
- 1690年（元禄3年）- 山陰・坪谷村一揆が起きる。
- 1692年旧暦閏9月 - 臼杵郡富高村、日知屋村（細島を含む）、財光寺村、塩見村、平岩村の5村と山陰村の一部が延岡藩領より幕府領（天領:西国筋郡代）へ移行。
  - 同時に細島出張陣屋が発足。
- 1868年旧暦閏4月25日 - 府藩県三治制により、天領であった地域に（富高陣屋）に富高県が発足。
- 1868年旧暦8月17日 - 富高県が日田県に編入（廃藩置県後も日田県）。
- 1871年11月14日 - 第一次府県統合により美々津県が発足。
- 1873年1月15日 - 美々津県・都城県が統合し宮崎県が発足。臨時的に旧富高県庁が宮崎県庁として使用された。
- 1889年5月1日 - 町村制施行により、現在の市域にあたる以下の町村が発足。
  - 東臼杵郡細島町・富高村・岩脇村・東郷村
  - 児湯郡美々津村
- 1898年10月26日 - 美々津村が町制施行し美々津町になる。
- 1921年10月1日 - 富高村が町制施行し富高町になる。
- 1937年10月1日 - 細島町・富高町が対等合併し富島町になる。
- 1949年6月7日 - 昭和天皇の戦後巡幸があり、富高中学校などに行幸[7]。

### 日向市小史
- 1951年（昭和26年）4月1日 - 富島町・岩脇村が対等合併・市制施行し日向市になる。
- 1952年（昭和27年） - 細島工業港の築港。
- 1955年（昭和30年）1月1日 - 美々津町を編入。
- 1963年（昭和38年）1月16日 - 市庁舎が全焼する。
  - 5月25日 - 富高駅が日向市駅に、また岩脇駅が南日向駅に駅名改称する。

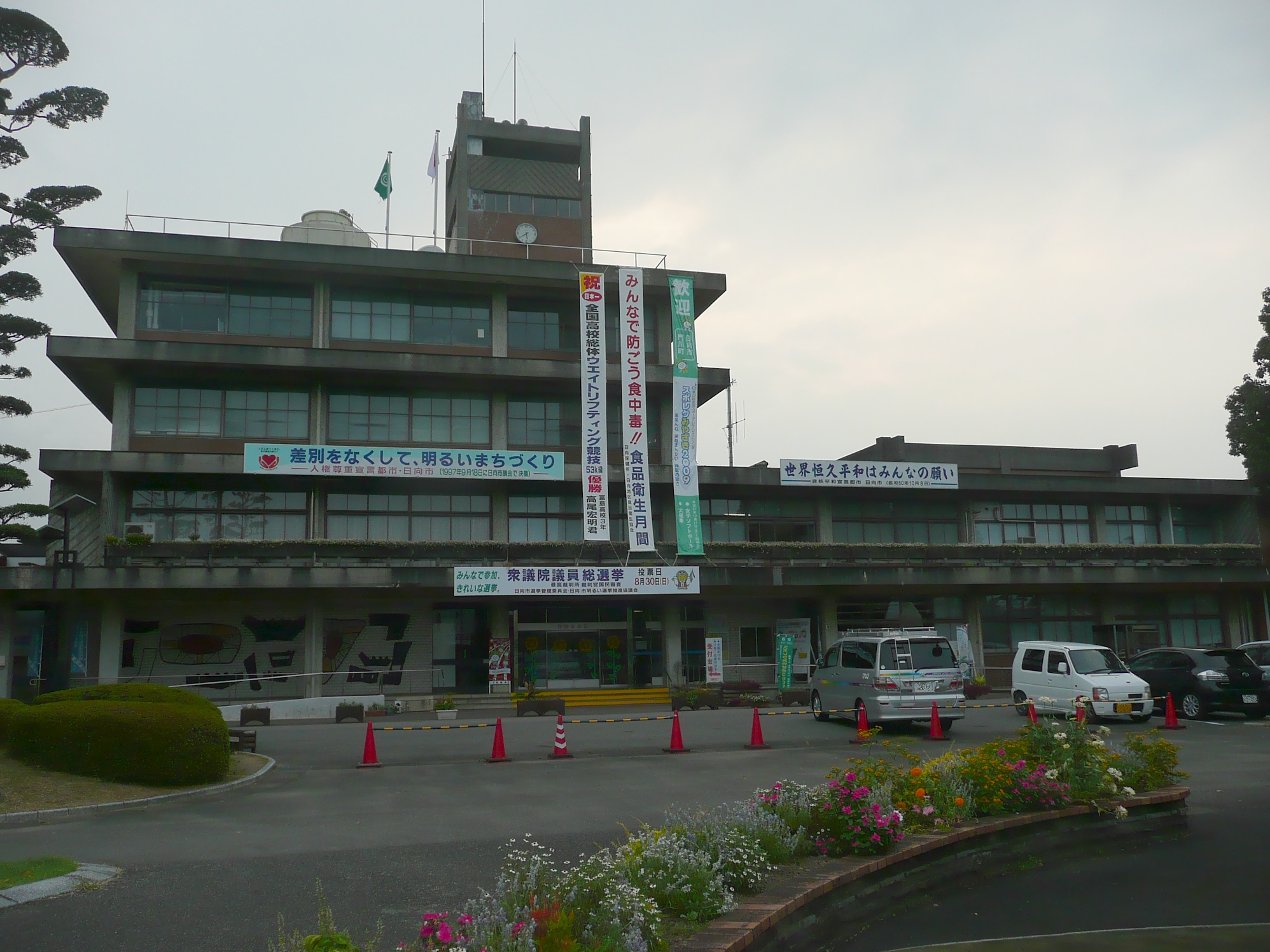
1964年から2018年までの市役所庁舎（2009年撮影）

- 1964年（昭和39年） - 延岡市とともに新産業都市に指定される。※新産業都市建設促進法は2001年3月に廃止。
  - 12月5日 - 新市庁舎が完成する。(総工費1億8900万円)
- 1969年（昭和44年）4月1日 - 東郷村が町制施行し東郷町となる。
- 1971年（昭和46年） - 細島工業港と神奈川県川崎市を結ぶフェリーが就航する。
  - その後、兵庫県神戸市、大阪、広島間の航路ができる。※2005年6月ですべて廃止。
- 1989年（平成元年）3月11日 - JR九州が財光寺駅を開設する。
- 1990年 （平成2年）1月14日 - 日向市文化センターが完成する。
- 1997年 （平成9年）1月10日 - 日向市立図書館が日向保健所跡に移転する。
- 2000年（平成12年）8月11日 - 細島港に国際ターミナルが完成する。
- 2006年（平成18年）2月25日 - 東郷町を編入。
  - 12月17日 - JR日豊本線・日向市駅高架化。
- 2010年（平成22年）12月4日 - 東九州自動車道 門川IC - 日向IC間が開通する。
- 2013年（平成25年）5月10日 - 小倉ヶ浜有料道路が無料開放される。
- 2014年（平成26年）3月16日 - 東九州自動車道 日向IC - 都農IC間が開通し、県庁所在地の宮崎市と高速道路で結ばれる。
- 2016年（平成28年）1月18日 - 日向市新庁舎建設工事竣工式 - 1964年庁舎建設以降、耐震性に課題があったため新庁舎建設を開始[8]。
- 2018年（平成30年）5月 - 日向市新庁舎の運用開始。旧庁舎は同年7月以降に解体され、翌年3月まで外構整備工事が行われた[8]。
- 2019年（平成31年） 3月24日 - 日向市新庁舎グランドオープン - グランドオープンを記念して市民イベントも同時開催された[8]。

## 行政
- 市長：西村賢（2024年3月31日就任、1期目）

### 歴代市長
| 代      | 氏名       | 就任          | 退任          | 備考         |
| ------- | ---------- | ------------- | ------------- | ------------ |
| 初-2代  | 三尾良次郎 | 1951年4月     | 1959年4月     |              |
| 3-4代   | 藤井満義   | 1959年4月     | 1965年7月     |              |
| 5-7代   | 児玉袈裟雄 | 1965年7月     | 1977年7月     |              |
| 8代     | 甲斐敦     | 1977年7月     | 1981年7月     |              |
| 9-10代  | 宮本増雄   | 1981年7月     | 1989年7月     |              |
| 11-12代 | 三樹博     | 1989年7月     | 1996年3月     | 在職中に死去 |
| 13代    | 赤木欣康   | 1996年3月31日 | 2000年3月30日 |              |
| 14代    | 山本孫春   | 2000年3月31日 | 2004年3月30日 |              |
| 15-17代 | 黒木健二   | 2004年3月31日 | 2016年3月30日 |              |
| 18-19代 | 十屋幸平   | 2016年3月31日 | 2024年3月30日 |              |
| 20代    | 西村賢     | 2024年3月31日 | 現職          |              |

## 議会

### 市議会
- 定数：20名[9]
  - 任期：2019年（令和元年）5月13日 - 2023年（令和5年）5月12日
- 議長：黒木高広（新志会）
- 副議長：柏田公和（改革クラブ結い）

| 会派名         | 議席数 | 議員名（◎は代表）                                                   |
| -------------- | ------ | ------------------------------------------------------------------- |
| 市政会         | 7      | ◎近藤勝久、森腰英信、小林隆洋、友石司、畝原幸裕、日高和広、黒木英和 |
| 市民連合       | 4      | ◎海野誓生、富井寿一、三輪邦彦、徳永幸治                             |
| 新志会         | 2      | ◎若杉盛二、黒木高広                                                 |
| 公明党市議団   | 2      | ◎三樹喜久代、治田修司                                               |
| 改革クラブ結い | 2      | ◎西村豪武、柏田公和                                                 |
| 無会派         | 3      | 黒木金喜、黒木万治、松葉進一                                        |

2019年（令和元年）5月16日現在
。

### 宮崎県議会（日向市選挙区）
- 定数：2名[11]

- 任期：2019年（平成31年）4月30日 - 2023年（令和5年）4月29日[12]

| 氏名     | 会派名     | 当選回数 |
| -------- | ---------- | -------- |
| 西村賢   | 自由民主党 | 4        |
| 日高博之 | 自由民主党 | 2        |

2007年（平成19年）の県議選までは定数3だった（黒木覚市、十屋幸平、西村賢の3名）。

### 衆議院
- 衆議院小選挙区選挙では宮崎2区（延岡・西都・児湯郡・東臼杵郡・西臼杵郡）に属する。

| 選挙区      | 議員名 | 党派名     | 当選回数 | 備考   |
| ----------- | ------ | ---------- | -------- | ------ |
| 宮崎県第2区 | 江藤拓 | 自由民主党 | 6        | 選挙区 |

2019年（令和元年）9月11日現在。

### 国の出先機関

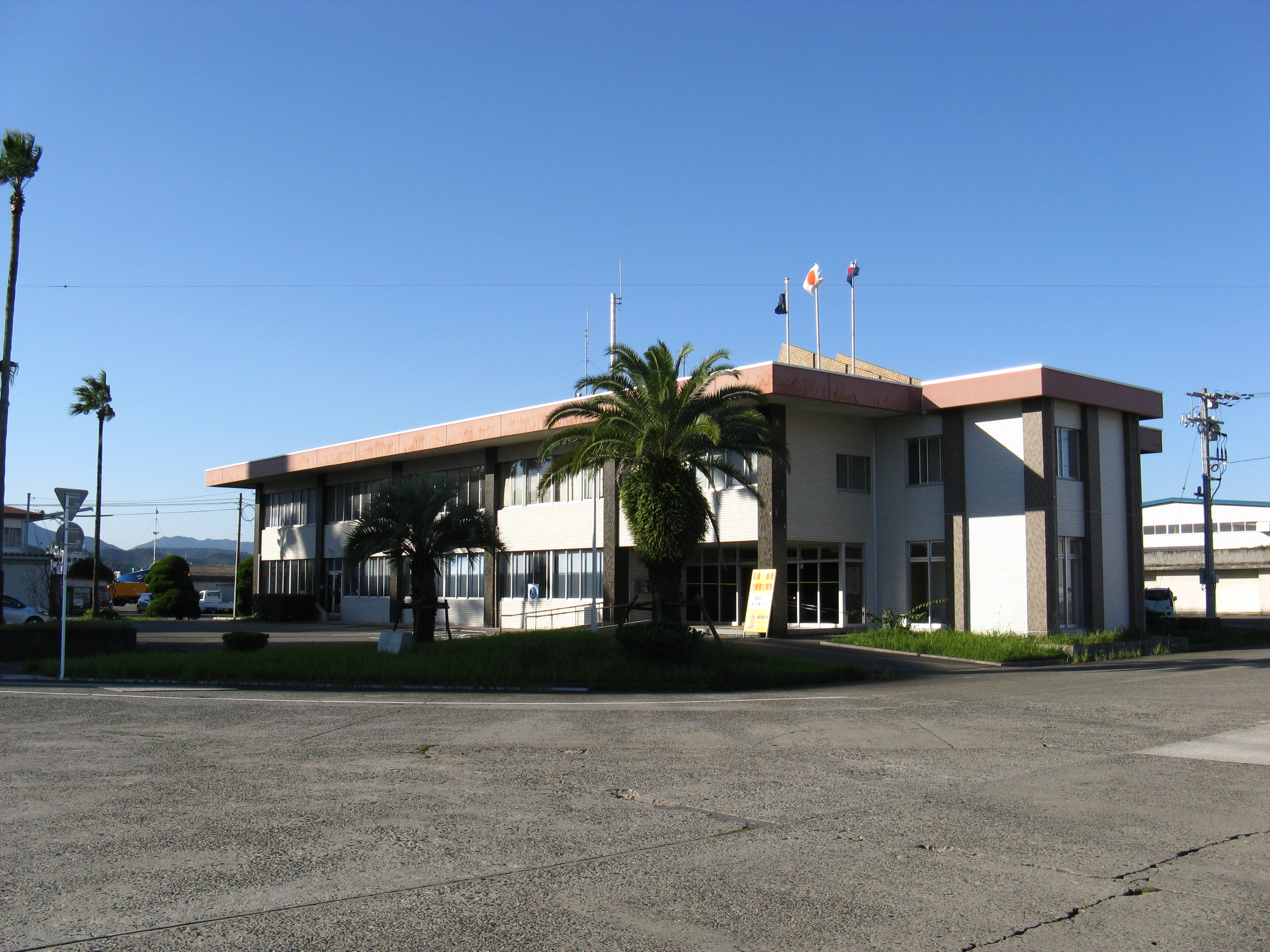
細島港湾合同庁舎

### 参議院
参議院議員通常選挙では、宮崎県全体で一つの選挙区。

## 公共機関

### 司法機関
福岡高等裁判所宮崎支部
- 宮崎家庭裁判所日向出張所 - 南町8-7
- 宮崎地方裁判所日向簡易裁判所 - 南町8-7

### 特殊法人
- 宮崎県道路公社小倉ヶ浜有料道路管理事務所 - 大字財光寺1131-2

特殊会社
- 日本郵便株式会社 日向郵便局 - 鶴町2-4-1

### 県の出先機関

宮崎県日向総合庁舎・中町

### 防災
- 日向市消防本部・日向市消防署 - 亀崎2丁目23番地
  - 南分遣所 - 大字幸脇980の5
  - 西分遣所 - 東郷町山陰丙1374番地

### 医療
救急指定病院
- 千代田病院 (災害拠点病院) - 鶴町2丁目9-20
- 日向市立東郷病院 - 東郷町山陰丙1413
- 和田病院 (災害拠点病院) - 向江町1丁目196-1

日向市東臼杵郡医師会関連施設
- 日向看護高等専修学校 - 鶴町1丁目6-2

その他
- 日向市初期救急診療所 - 北町2丁目10

## 文化施設

### 図書館
- 日向市立図書館

### 博物館・美術館・資料館
- 日向歴史民俗資料館
- 若山牧水記念文学館

### ホール
- 日向市文化交流センター
- 東郷地区文化センター

## 経済

### 産業

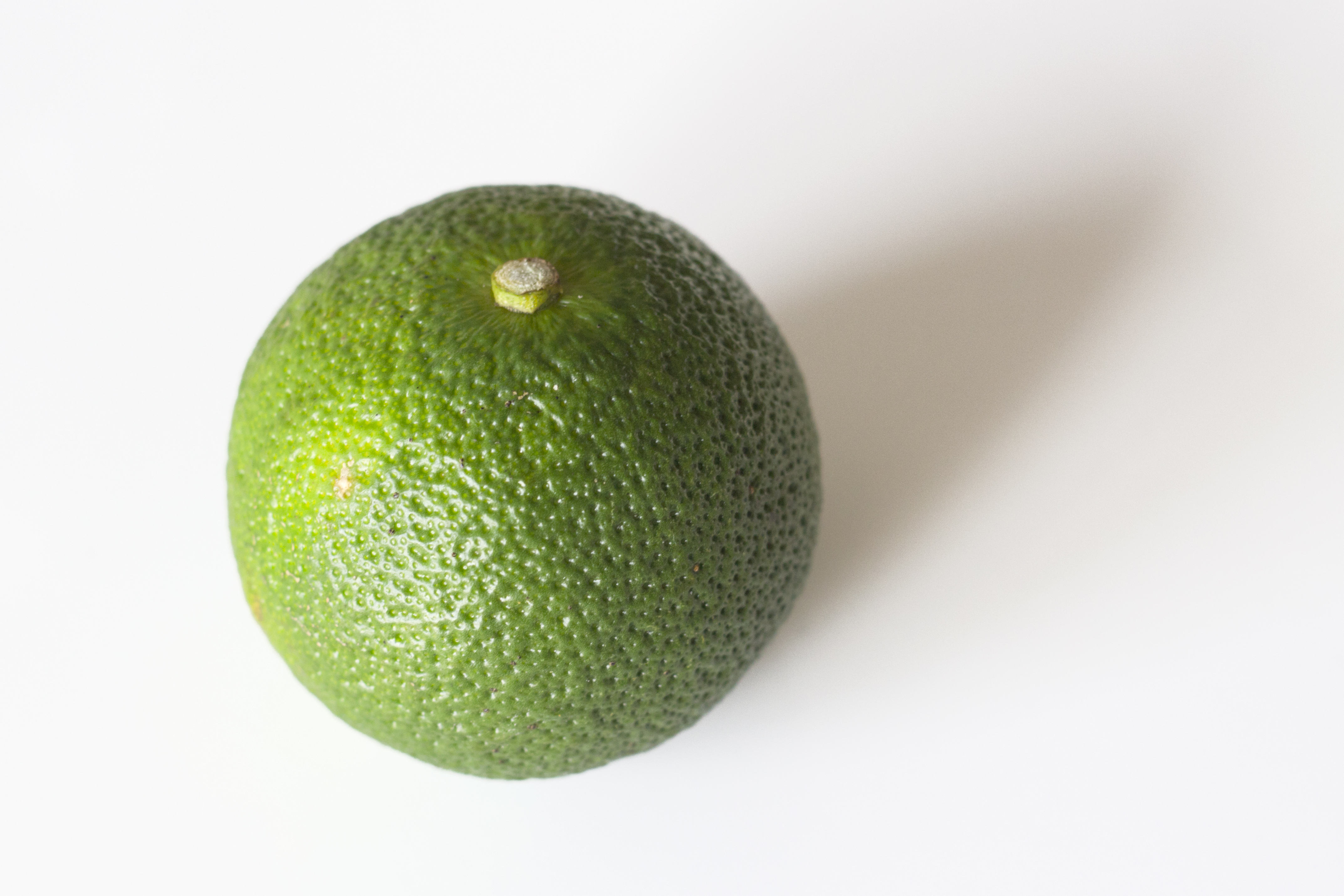
日向市産のヘベス

- 主な産業
- 産業人口

### 主な企業

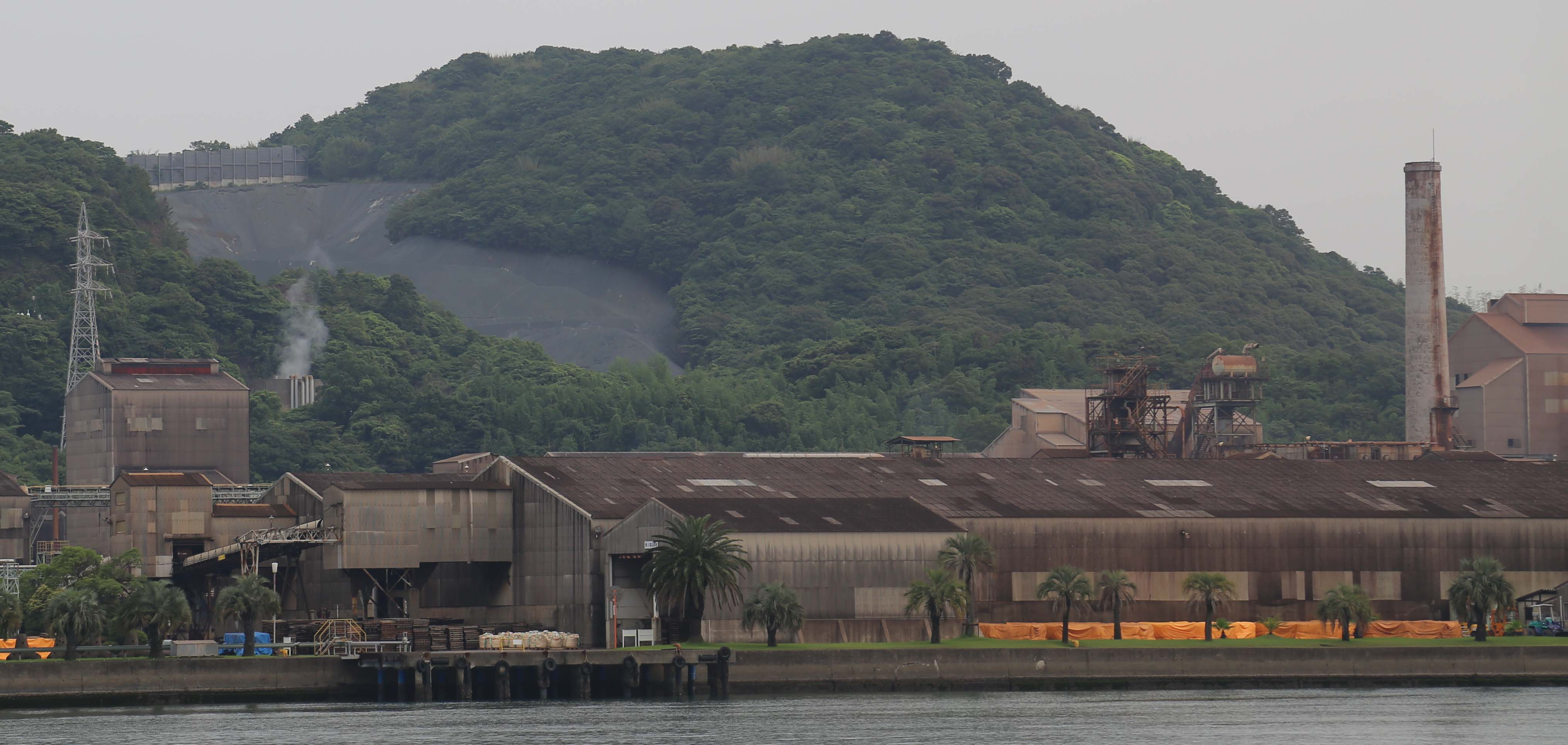
日向製錬所と後背地の鉱さい堆積場

- 旭化成ケミカルズ株式会社 日向化学品工場
- 旭化成イーマテリアルズ株式会社 ハイポア日向工場[16]
- 旭コード株式会社
- 東ソー日向株式会社

- 日向製錬所株式会社
- 第一糖業株式会社
- 中国木材株式会社
- 東郷メディキット株式会社
- 富士シリシア化学 日向工場
- 富士チタン工業 日向工場
- 南日本ハム株式会社
- 日本ハム惣菜株式会社 宮崎工場
- 日本ホワイトファーム株式会社
- センコー株式会社 日向PDセンター

### 商業施設
百貨店・ショッピング施設
- イオンタウン日向
  - イオン日向店

スーパーマーケット
- メガセンタートライアル日向店
- マルイチ
- スーパーマーケットながの屋

## 姉妹都市・提携都市

### 海外
- 濰坊市（中華人民共和国 山東省）
  - 1986年2月25日友好都市提携

### 国内
- 東郷町（愛知県愛知郡）
  - 「全国東郷会」を結成していた。

## 教育

### 大学
- 放送大学宮崎学習センター

### 専修学校
- 日向看護高等専修学校

### 高等学校

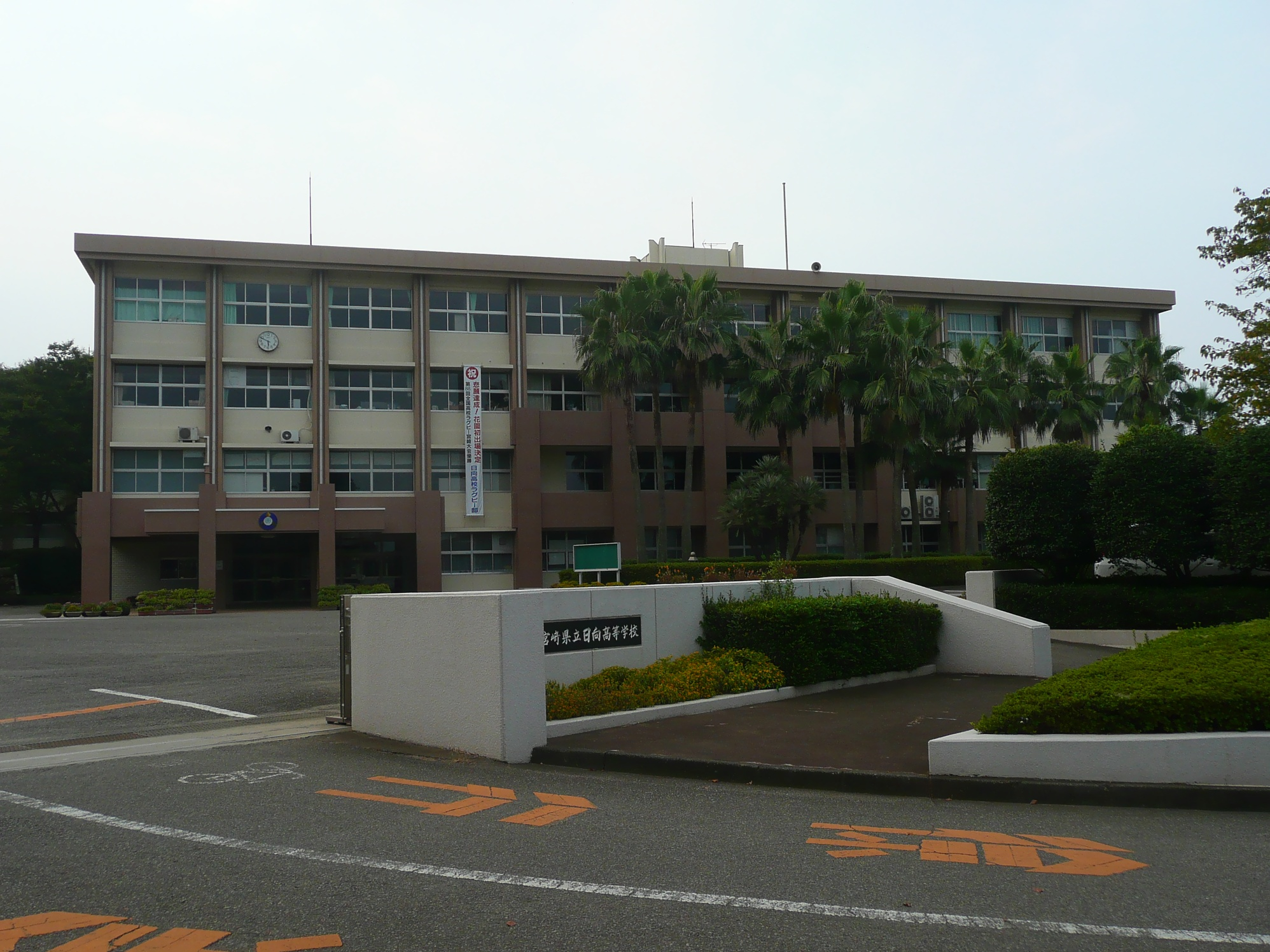
日向高校

- 宮崎県立日向高等学校
- 宮崎県立富島高等学校
- 宮崎県立日向工業高等学校

### 中学校
- 岩脇中学校
- 財光寺中学校
- 大王谷中学校
- 日向中学校
- 美々津中学校
- 富島中学校
- 東郷中学校

### 小学校
| - 塩見小学校 - 細島小学校 - 財光寺小学校 - 財光寺南小学校 - 大王谷小学校 | - 日知屋小学校 - 日知屋東小学校 - 美々津小学校 - 田の原分校 - 富高小学校 | - 平岩小学校 - 東郷小学校 - 坪谷小学校 - 寺迫小学校 |

### 特別支援学校
- 宮崎県立日向ひまわり支援学校

### 学校教育以外の施設
- 中小企業技能センター（日向地区高等職業訓練校）（認定職業訓練施設）

## 交通

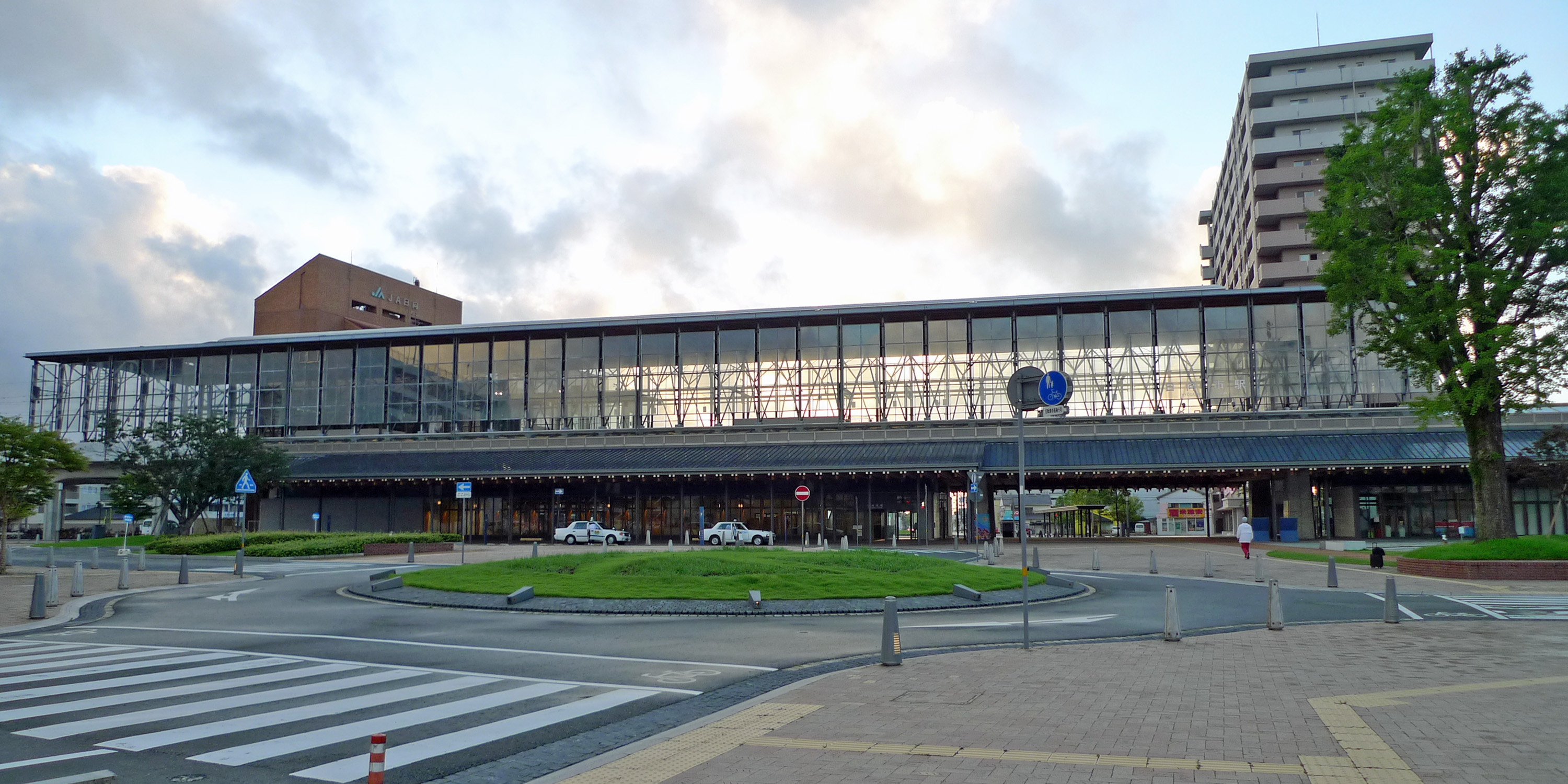
日向市駅（西口）

### 鉄道路線
- 九州旅客鉄道（JR九州）
  - 日豊本線 : 日向市駅 - 財光寺駅 - 南日向駅 - 美々津駅
- 中心となる駅 : 日向市駅

#### かつてあった鉄道路線
- 細島線 : 日向市駅 - 伊勢ヶ浜駅 - 細島駅

### バス
- 宮崎交通（一般路線） : イオンタウン日向を拠点に、主に日向市中心部と旧東郷町や周辺市町村を結ぶ路線を運行する。
  - 日向市（中心部） - 門川町 - 延岡市
  - 日向市（中心部） - 門川町 - 美郷町宇納間（旧北郷村）
  - 日向市（中心部・旧東郷町） - 美郷町役場（旧西郷村） - 諸塚村 - 椎葉村
  - 日向市（中心部・旧東郷町） - 美郷町神門（旧南郷村）
- コミュニティバス
  - ぷらっとバス : 中心部および比較的中心部に近い地域。日向交通協同組合が運行する。
  - 南部ぷらっとバス : 日向市中心部 - 美々津地区間。日向交通協同組合が運行する。
  - 乗合バスなんぶ : 市南部の南日向駅周辺および美々津駅周辺。予約制（誰でも利用可能）。日向交通協同組合が運行する。
  - 乗合バスとうごう : 旧東郷町域内。予約制（誰でも利用可能）。山陰タクシーが運行する。
  - 乗合タクシーほそしま : イオンタウン日向 - 細島地区間。予約制（誰でも利用可能）。宮交タクシーが運行する。
- ハッコートラベル : 日向市と福岡市を結ぶ高速バス「ハッコーライナー」を運行する。

### 道路

#### 高速道路

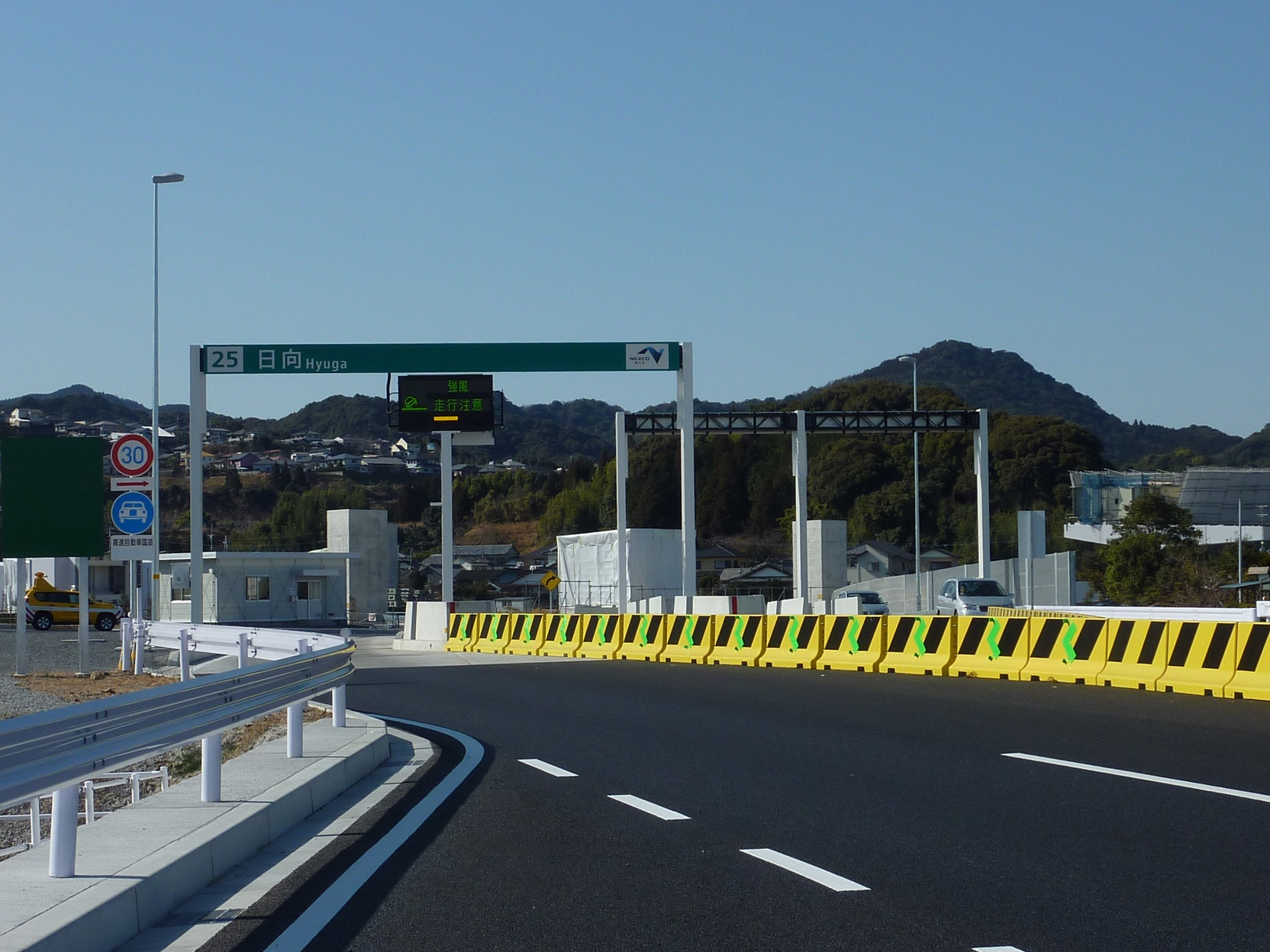
日向IC（料金所設置前）

- E10 東九州自動車道

【東臼杵郡門川町】 - (25)日向IC - 【児湯郡都農町】

#### 一般国道
- 国道10号
  - 道の駅 : 道の駅日向（サンパーク入口に設置）
- 国道327号
- 国道446号
  - 道の駅 : 道の駅とうごう（国道327号・446号分岐点に設置）
- 国道503号

#### 県道
- 主要地方道
  - 宮崎県道15号日知屋財光寺線

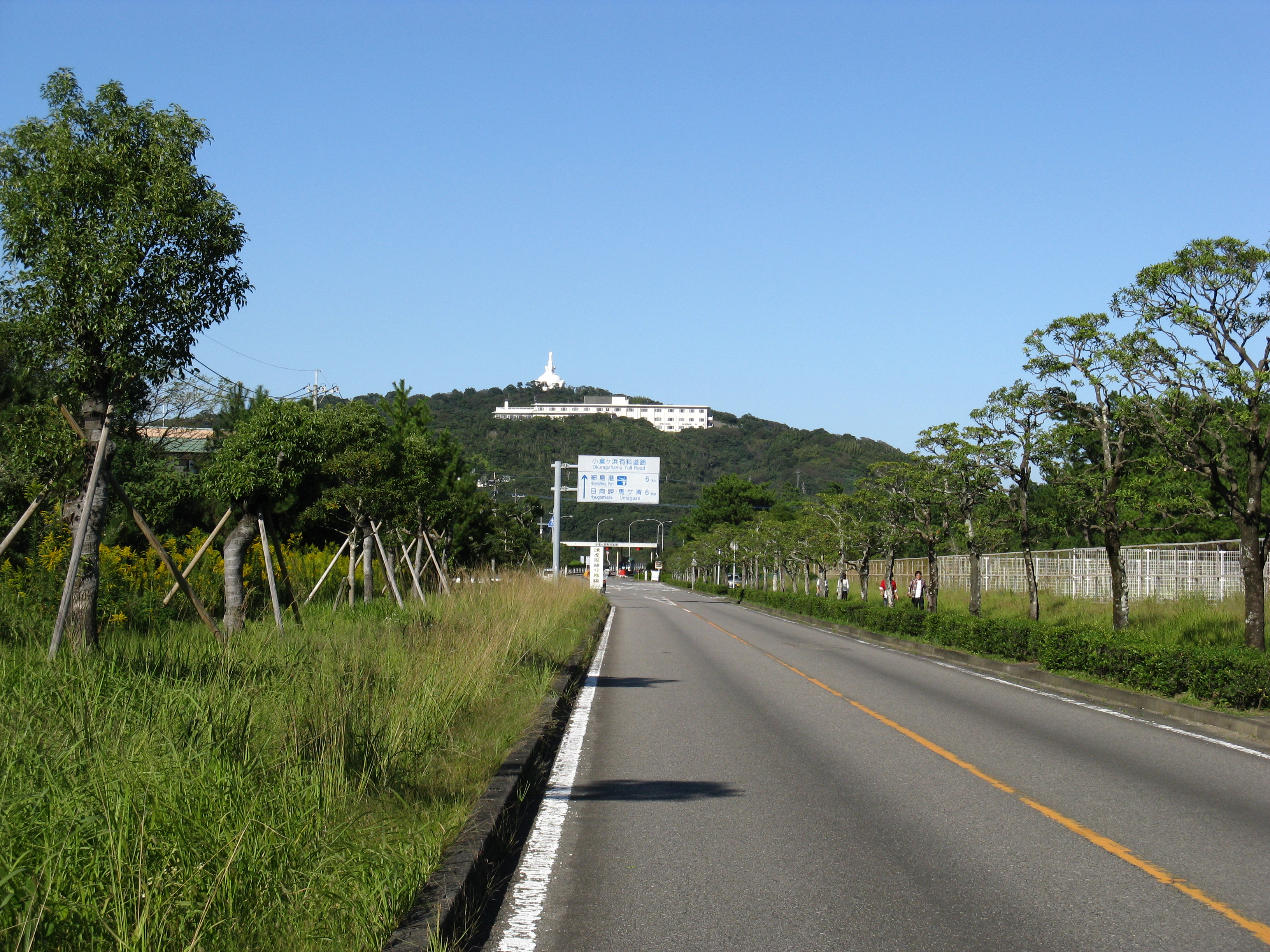
小倉ヶ浜道路（無料開放前）

    - 小倉ヶ浜道路 - 2013年5月10日午前0時より無料開放。

  - 宮崎県道22号東郷西都線
  - 宮崎県道23号細島港線
  - 宮崎県道51号中野原美々津線
- 一般県道
  - 宮崎県道225号八重原延岡線
  - 宮崎県道226号土々呂日向線
  - 宮崎県道230号細島港日向市停車場線
  - 宮崎県道231号美々津停車場線
  - 宮崎県道234号中渡川下三ヶ線
  - 宮崎県道301号山陰都農線
  - 宮崎県道302号高鍋美々津線

### 港湾
- 細島港（重要港湾）

過去の航路
- 日本カー・フェリー/シーコムフェリー/マリンエキスプレス

- 川崎港 - 細島港（1971年 - 2005年）
  - 川崎港 - 高知港 - 細島港（2002年 - 2005年）

- 神戸港 - 細島港（1971年 - 1998年）
- 大阪港 - 細島港（1972年 - 1990年）
- 広島港 - 細島港（1974年 - 1982年）
- 貝塚港 - 細島港 - 宮崎港（2004年 同年8月より宮崎カーフェリーに移管）
  - 貝塚港 - 細島港（2004年 - 2005年）

- 関西汽船

- 神戸港 - 細島港（1973年 - 1982年）

## 観光スポット
日向市の東側にある海岸は日豊海岸国定公園に指定されている。

### 名所・旧跡
- 日向岬（馬ヶ背、願いが叶うクルスの海）

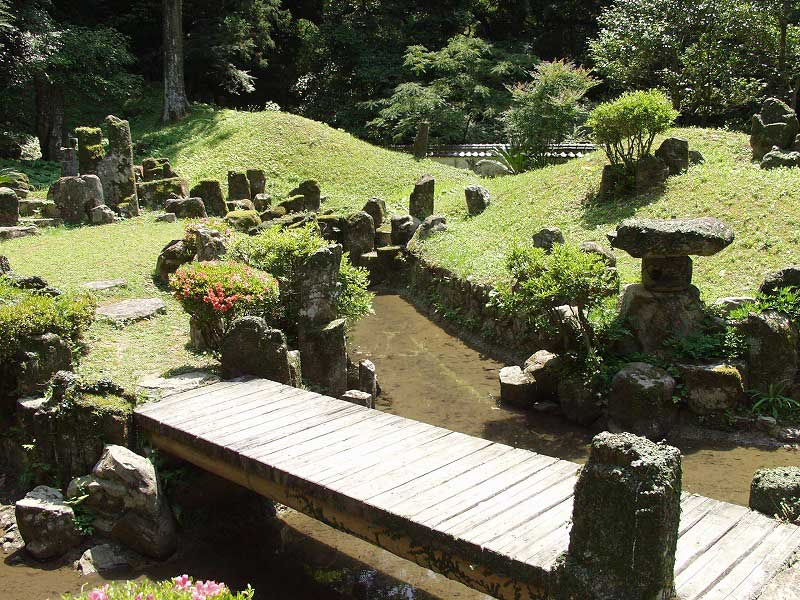
妙国寺庭園

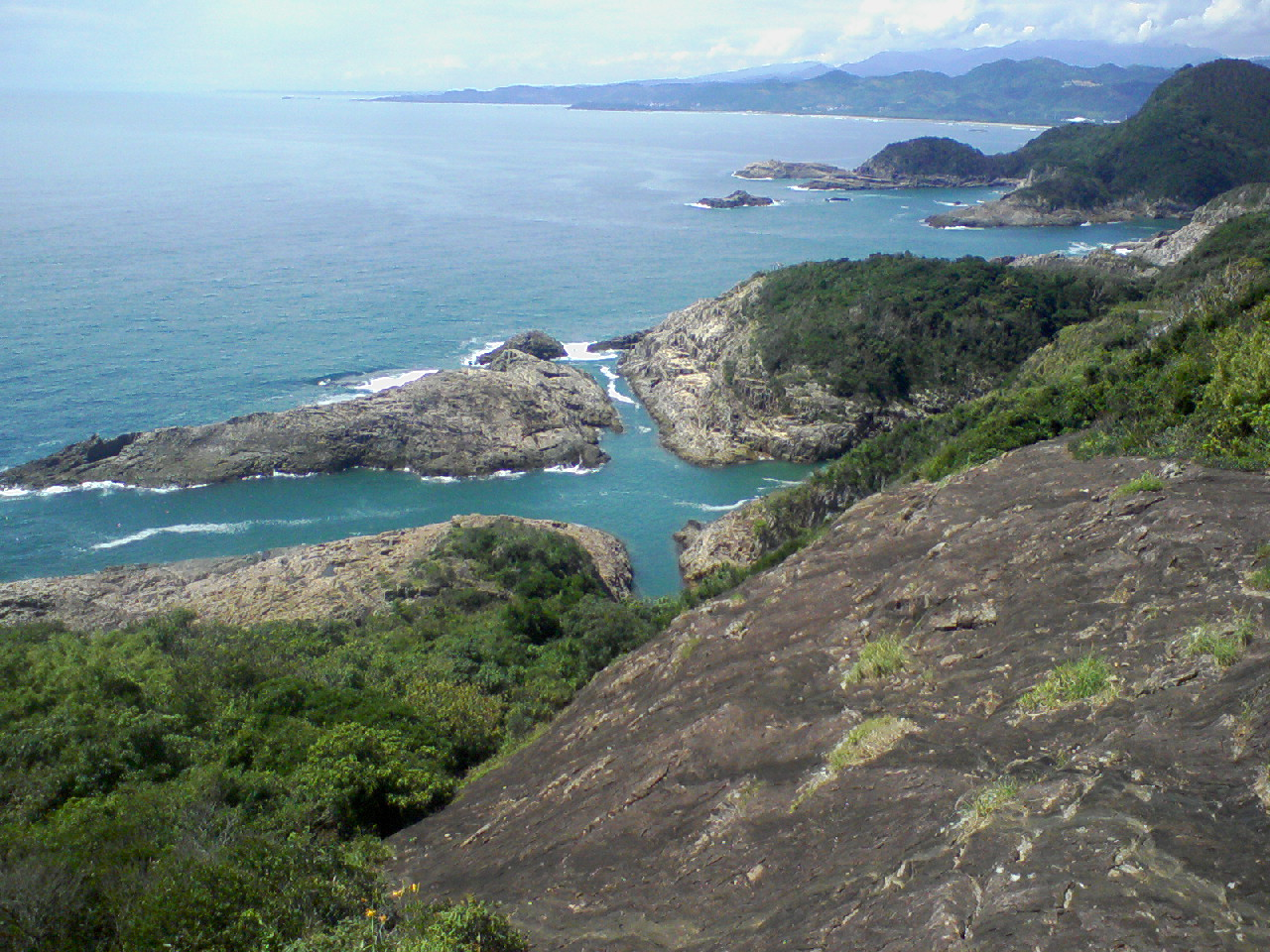
願いが叶うクルスの海
「クルス」はポルトガル語で十字の意。

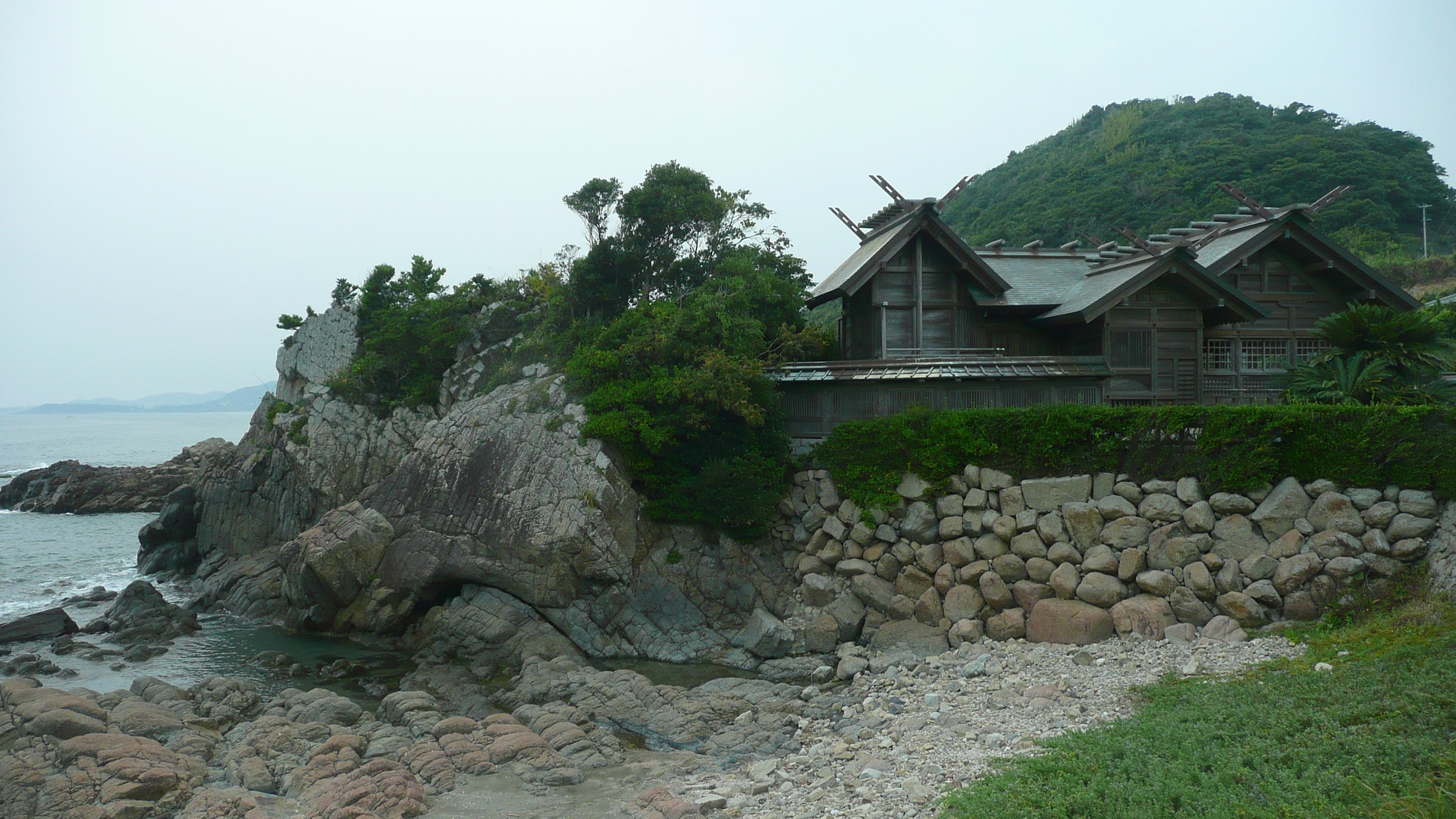
大御神社

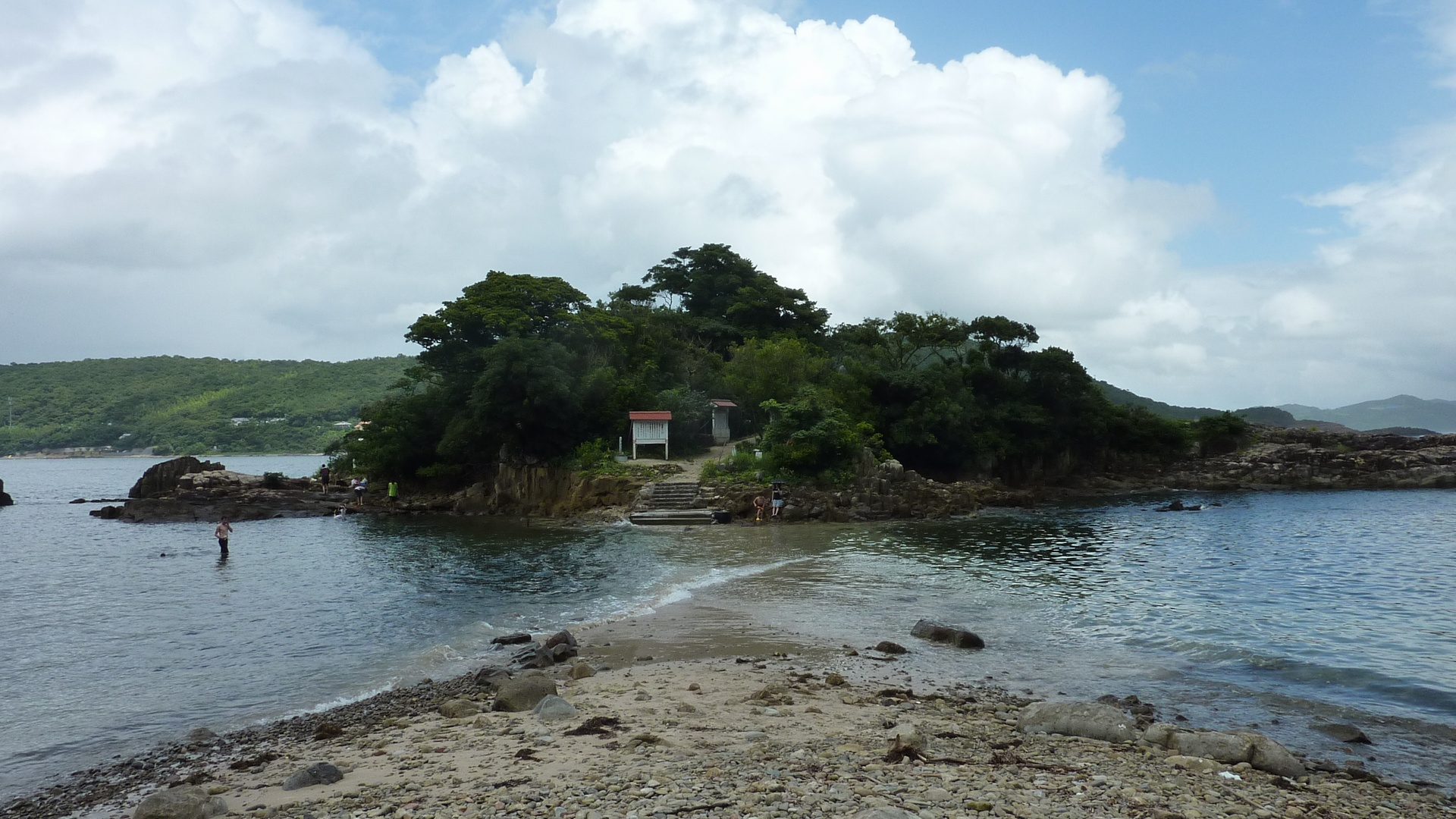
黒田の家臣

- 黒田の家臣（幕末勤王家 海賀宮門外二士の墓）
- 観音滝
- 櫛の山・仏舎利塔
- 米の山
- 美々津の町並み（重要伝統的建造物群保存地区）
- 大御神社 - 社殿は国の登録有形文化財
- 妙国寺庭園
- 日知屋城跡
- 牧水生家・坪谷川
- 立磐神社

### 祭事・催事

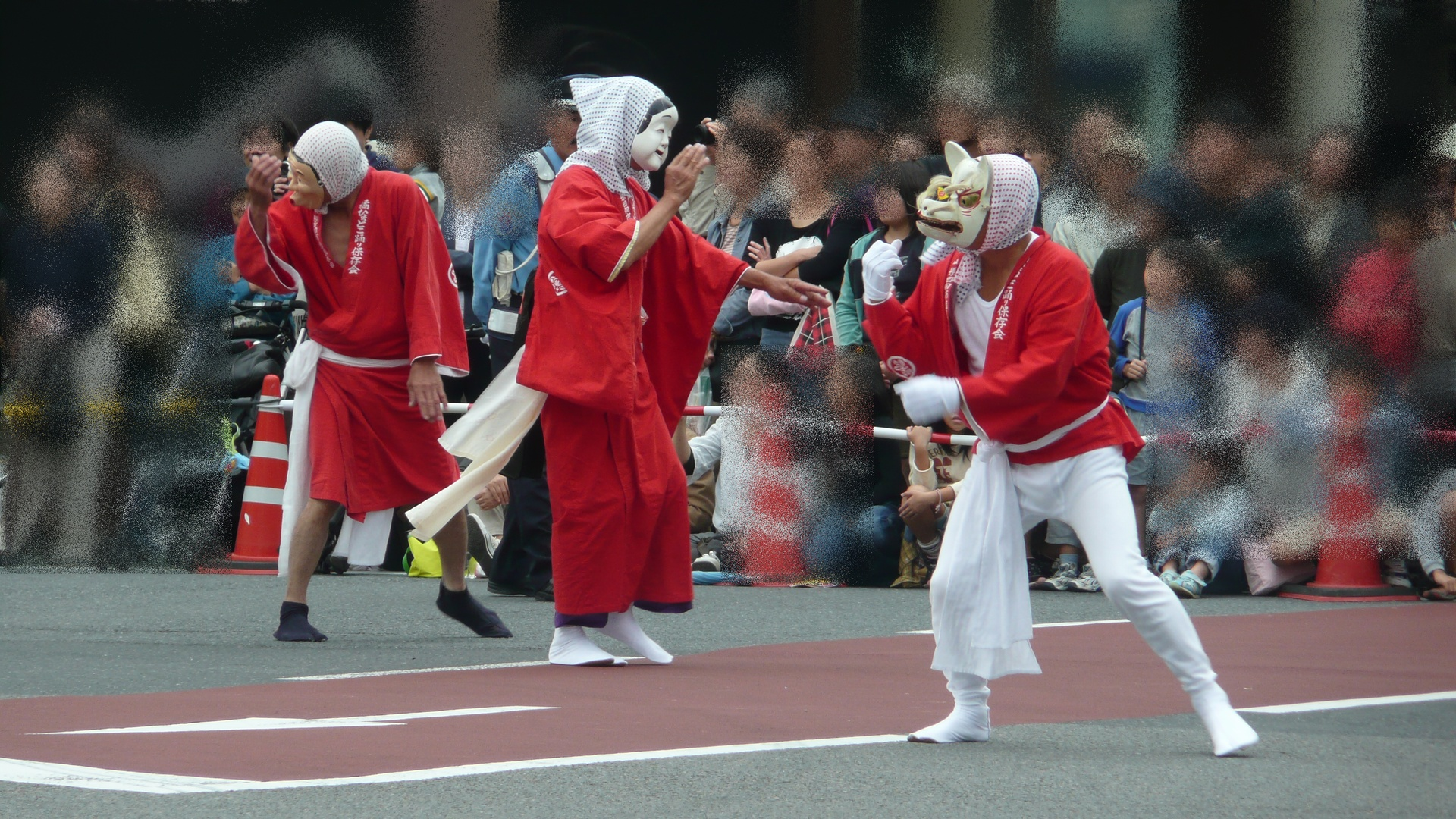
ひょっとこ踊り（宮崎神宮大祭にて撮影）

- 日向ひょっとこ夏祭り
- 産業・商業まつり（2019年未開催）
- 日向はまぐり碁石まつり
- 細島みなと祭り
- 細島的矢祭（旧正月）
- 牧水祭：9月17日
- 細島秋季大祭
- 日向十五夜まつり：9月
- 美々津おきよ祭り：旧暦8月1日
- 延岡西日本マラソン

### レジャー・スポーツ施設
- 大王谷運動公園
- お倉ヶ浜総合公園
  - 日向市お倉ヶ浜総合公園野球場
  - サンドーム日向
- 日向サンパーク
  - 温泉:日向サンパーク温泉 お舟出の湯

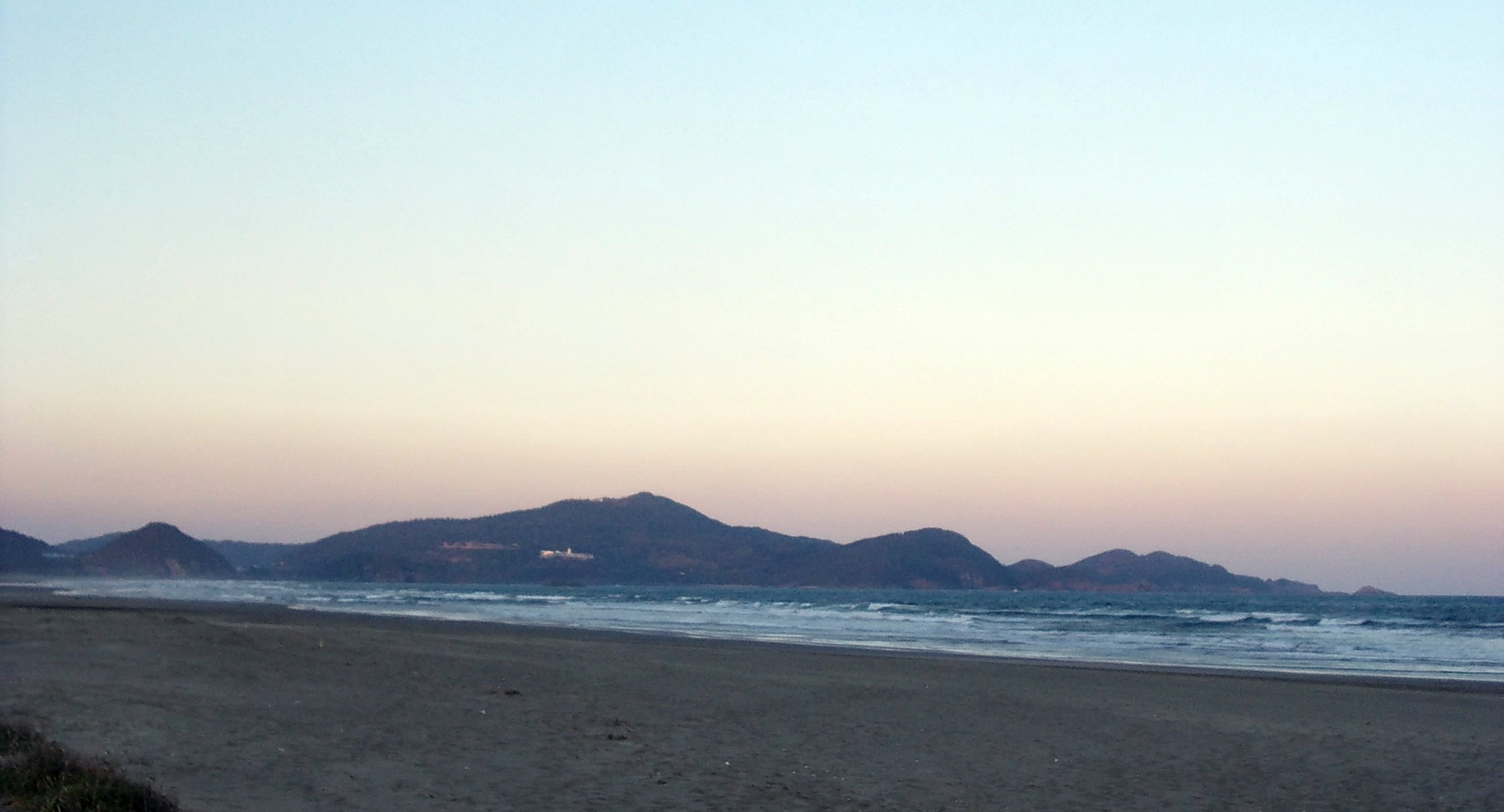
お倉ヶ浜海水浴場

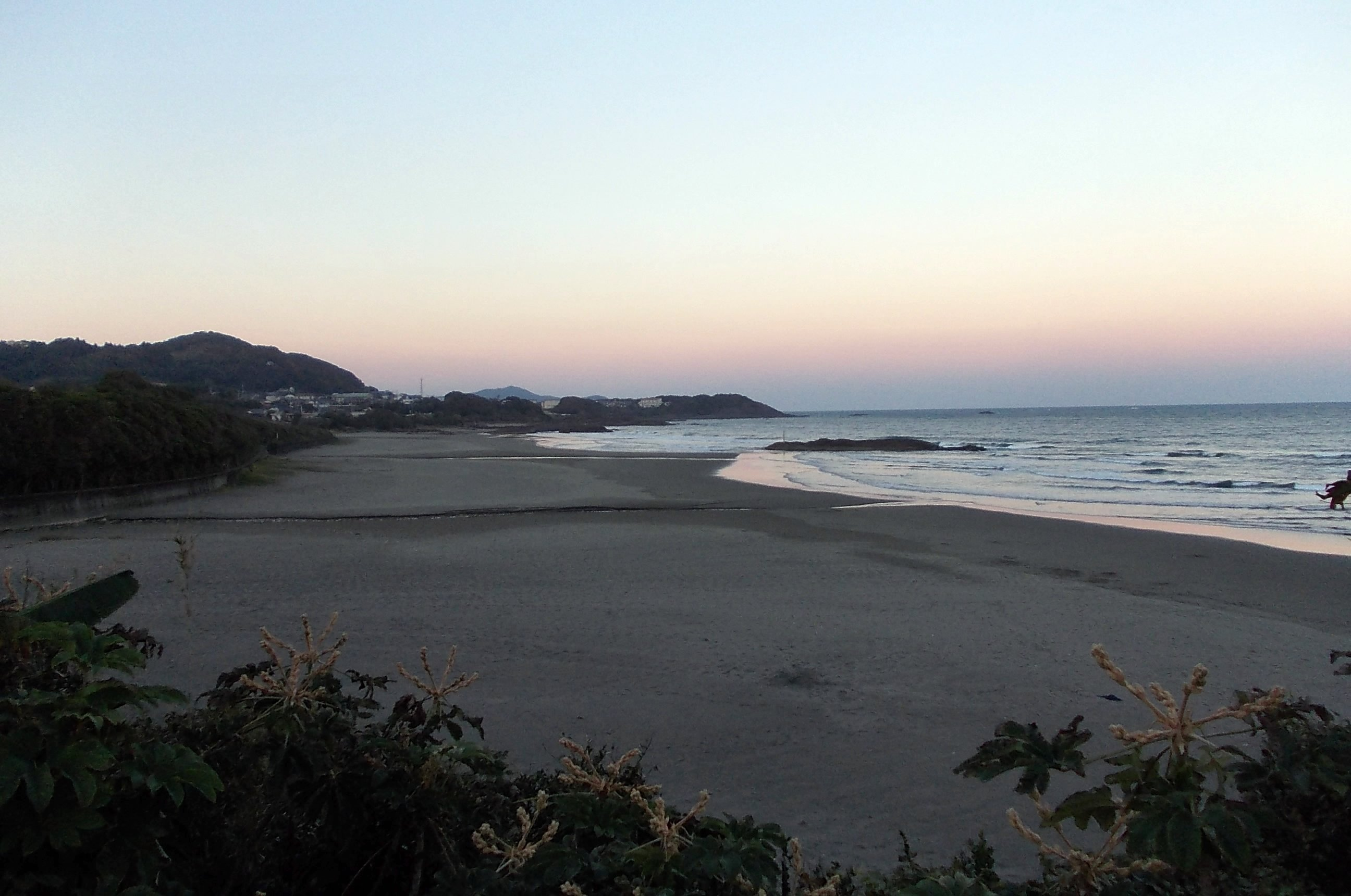
金ヶ浜海水浴場

  - キャンプ場：日向サンパークオートキャンプ場
  - 道の駅：道の駅日向（国道10号の入口に設置）
- 牧水公園
- 石並川キャンプ場
- 海水浴場
  - 伊勢ヶ浜海水浴場（快水浴場、日本の水浴場88選）
  - 金ヶ浜海水浴場
  - お倉ヶ浜海水浴場
  - 御鉾ヶ浦海水浴場

### 名産品
- 平兵衛酢
- 御船出だんご
- 天然樟脳

### 工芸品
- はまぐり碁石
- 美々津手漉き和紙

### 百選
- 日本の渚100選:日豊海岸・お倉ケ浜
- 日本の白砂青松100選：伊勢ヶ浜・お倉ヶ浜
- 快水浴場百選:伊勢ヶ浜海水浴場
- 水源の森百選:庭田水源の森

## 日向市出身の有名人

### 政治・経済
- 江藤隆美（衆議院議員、建設大臣、運輸大臣、総務庁長官） - 梶木出身[17]。
- 高森文夫（詩人・元東郷町長）
- 野村宗芳（実業家）

### 学術
- 石川恒太郎（歴史家）
- 三尾良次郎（歴史家）

### 文化
- 大暮維人（漫画家）
- 三浦浩子（漫画家）
- 内藤隆嗣（映画監督）
- 日向悠二（イラストレーター）
- 若山牧水（歌人）（誕生時の坪谷村、後の東郷町大字坪谷）
- 桂歌春（落語家・落語芸術協会監事）（旧：富島町）

### 芸能
- 英二（ものまね芸人）
- ダイス（お笑い芸人）
- サラ忍マン（モデル）
- 黒木渚（ミュージシャン）
- 田中廣臣（元ミュージカル俳優）
- 高森てつ（アリーナMC、コートDJ、ラジオDJ）

### スポーツ
- 黒木知宏（元プロ野球選手）
- 青木宣親（プロ野球選手）
- 日髙暖己（プロ野球選手）
- 宮本大輔（元プロ野球選手）
- 田口真彩（バドミントン選手）

## 日向市が舞台の作品
音楽
- 日向岬 水森かおり(2023年)

ドラマ
- 物産展の女～宮崎編～（前編）（2025年1月9日、テレビ東京）

## 環境
- 住友金属鉱山(株)のグループ会社である(株)日向製錬所跡地や東ソー日向工場などの日向市船場町や大字日知屋他において、50,000m2を超える土壌汚染対策法に基づく形質変更時要届出区域に指定されている。[18]
- 放射性廃棄物が、旭化成㈱の日向細島事業所に8,030本(平成20年度) で保管されている[19] 。
- 休廃止富高鉱山からの排水水質が強酸性水（pH 2.5～2.9）、鉄～200mg/L、ヒ素～0.6mg/L観測された。また放流口直下の底質にヒ素が160mg/kg検出された[20] 。
- 日知屋古田町にある日向製錬所旧細島工場跡地（６・６ヘクタール）の地下水から、土壌汚染対策法で定める基準値を超えるヒ素とフッ素が検出された[21] 。
- 2014年スラグ埋立の公害被害を指摘した主婦が、産業廃棄物収集運搬会社および製錬会社から名誉棄損及び営業妨害として提訴され、2015年10月14日に主婦が敗訴する判決があった[22] 。